# Metacatharsius tchadensis
Metacatharsius tchadensis är en skalbaggsart som beskrevs av Vladimir Balthasar 1961. Metacatharsius tchadensis ingår i släktet Metacatharsius och familjen bladhorningar. Inga underarter finns listade i Catalogue of Life.